# Eupithecia lachrymosa
Eupithecia lachrymosa, conocida como la polilla de Graef, del inglés "Graef's pug", es una especie de polilla de la familia Geometridae. La especie fue descrita por primera vez por George Duryea Hulst habiendo sido descrita en 1900, con distribución en el oeste de América del Norte. El holotipo de la especie fue descrita en Oregón, en Columbia Británica y Kananaskis, Alberta.

## Distribución
E. graefi se encuentra en América del Norte desde el sudoeste de Alberta y el oeste de la isla de Vancouver y Columbia Británica. Más al centro se ha descrito en Saskatchewan y su presencia más septentrional ha sido el parque Tweedsmuir. Se ha descrito con gran detalle en el oeste de Estados Unidos, incluyendo la costa de Oregón. Hacia el este se extiende hasta Utah, Idaho y Colorado, y al sur hasta California. La especie fue descrita en 1896 en las faldas del estratovolcán Monte Hood, en Oregón. La polilla se localiza en regiones boscosos.

## Descripción
Es una polilla mediana con una envergadura de unos 17 a 25 milímetros (0,7 a 1 plg), un poco por encima del promedio en tamaño para el género Eupithecia. Las marcas son oscuras, incluyendo un punto discal oscuro bastante prominente en el ala anterior. La presencia de un tinte marrón oscuro a lo largo de la vena cubital en las bases de las venas 3 y 4 y rayas transversales oscuras cortas en la línea posmediana se usan para identificar algunos especímenes.
Las orugas se alimentan de Betula papyrifera y especies de Salix, Alnus y Ceanothus. Las larvas tienen un color variable, que va del verde al rosa rosado y al rosa rojizo.
Los adultos se encuentran principalmente en los meses de verano, desde mayo hasta agosto.

## Taxonomía
E. graefi fue descrita varios años más tarde en el Oeste de Estados Unidos, holotipos que fueron asignados al género Eucymatoge (sinonimia de Eupithecia). La especie se ha agrupado con el pequeño grupo de especies de la región Eupithecia mutata. El epíteto específico se debe en honor a Edward Louis Graef (fallecido en 1922), uno de los fundadores de la Sociedad Entomológica de Brooklyn.